# The Nocturnal Silence
The Nocturnal Silence è il primo album in studio del gruppo musicale death metal svedese Necrophobic, pubblicato nel 1993 da Black Mark Productions.
| Recensione   | Giudizio |
| ------------ | -------- |
| Metal Hammer | [ 2 ]    |

## Il disco
Il disco è uscito ad un paio di mesi di distanza dalla prima pubblicazione della band, l'EP di tre tracce intitolato The Call, ed è in genere considerato dalla critica come uno dei capostipiti del filone black/death metal.
L'album è stato ristampato dalla Hammerheart Records in versione rimasterizzata nel 2003, la stessa etichetta ha fornito un'ulteriore ristampa nel 2011, questa volta anche in formato LP.

## Tracce
Testi e musiche di Parland eccetto dove indicato.
1. Awakening... – 4:25 (testo: Sterner – musica: Parland, Sterner)
2. Before the Dawn – 4:22 (musica: Parland, Sterner)
3. Unholy Prophecies – 5:42
4. The Nocturnal Silence – 5:13 (musica: Parland, Sidegård)
5. Inborn Evil – 4:54 (musica: Parland, Sterner)
6. The Ancients Gate – 5:31
7. Sacrificial Rites – 4:52
8. Father of Creation – 6:02
9. Where Sinners Burn – 4:11

## Formazione
- Anders Strokirk - voce
- Tobias Sidegård - basso
- David Parland - chitarra, tastiera
- Joakim Sterner - batteria